# Август 2025 года

Список событий августа 2025 года.

## События

### 18 августа
- Международные отношения
  - Через три дня после встречи на Аляске с Владимиром Путиным президент США Дональд Трамп встретился в Вашингтоне с президентом Украины Владимиром Зеленским, а затем прошли переговоры в расширенном формате с участием лидеров европейских стран, генсеком НАТО и главой Еврокомиссии. В центре внимания на встречах было урегулирование российско-украинского конфликта, острая фаза которого продолжается с февраля 2022 года[1].
- Спорт
  - Победителями теннисного турнира в Цинциннати стали Карлос Алькарас у мужчин и Ига Свёнтек у женщин[2][3].

### 15 августа
- Международные отношения
  - Состоялась встреча между президентом России Владимиром Путиным и президентом США Дональдом Трампом[4].
- Катастрофы и происществия
  - В результате взрыва на заводе «Эластик» (Россия) погибло 25 человек, более 100 получили ранения[5][6].

### 12 августа
- Российско-северокорейские отношения: Президент России Владимир Путин провел телефонный разговор с Ким Чен Ыном[7].

### 11 августа
- США внесли «Армию освобождения Белуджистана» в список террористов[8].